# Rebel Heart Tour (álbum)
Rebel Heart Tour é o quinto álbum ao vivo da cantora estadunidense Madonna, descrevendo sua décima turnê mundial de mesmo nome, gravada na Allphones Arena de Sydney. Foi lançado em 15 de setembro de 2017 pela Eagle Vision, nos formatos DVD e Blu-ray; e pela Eagle Records, para versões em áudio. A Rebel Heart Tour também contém conteúdo bônus como o show Tears of a Clown (2016) em Melbourne no Forum Theatre, além de um CD duplo de 22 músicas. Danny Tulle Nathan Rissman, que havia trabalhado nos concertos anteriores de Madonna, dirigiu a Rebel Heart Tour .
O álbum recebeu um feedback geralmente positivo dos analisadores, que escolheram o canto ao vivo, a dança e a produção de Madonna como destaques. O Rebel Heart Tour alcançou o topo das paradas de DVD e vídeo na maioria dos países em que esteve na tabela, e o top 10 das tabelas de álbuns na Alemanha, Bélgica (Flandres e Valônia), Hungria, Itália, Portugal e Espanha. No 32º Japan Gold Disc Award, o Rebel Heart Tour venceu na categoria de melhor videoclipe para artistas ocidentais.

## Antecedentes

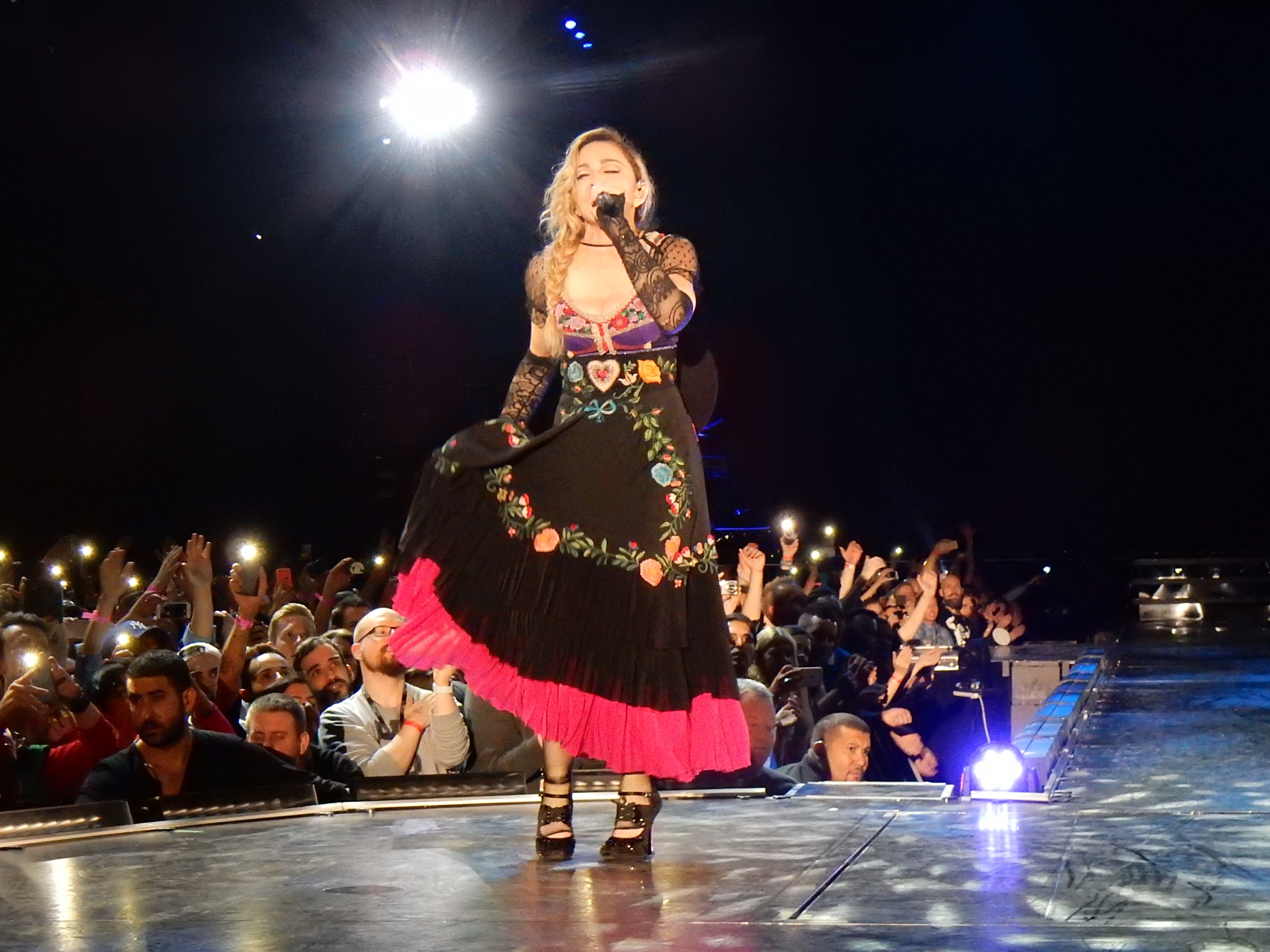
Madonna performando "Like a Prayer" durante a Rebel Heart Tour; a performance da música foi incluído como um faixa bônus no lançamento do vídeo.

Madonna embarcou na Rebel Heart Tour (2015–2016) para promover seu décimo terceiro álbum de estúdio, Rebel Heart. Realizando 82 shows em 55 cidades, a turnê foi um sucesso comercial, com US$ 169,8 milhões; contou com uma audiência de mais de 1,045 milhão. As apresentações na Allphones Arena em Sydney, Austrália, foram gravadas para o lançamento do vídeo.
Em setembro de 2016, Madonna anunciou em seu Instagram que havia terminado de assistir a uma "montagem grosseira" do filme da turnê, que seria lançado nos próximos dois meses. A Entertainment Weekly anunciou posteriormente que o filme do concerto estrearia em 9 de dezembro de 2016 no canal a cabo americano Showtime. Intitulado Madonna: Rebel Heart Tour, apresentava cenas dos bastidores das performances australianas da turnê, que foram visualizadas exclusivamente pela Billboard em 2 de dezembro de 2016. Danny Tull e Nathan Rissman, que tiveram trabalhou nos cocnertos anteriores de Madonna, dirigiu a Rebel Heart Tour. Madonna explicou em entrevista à BBC News:

Eu estava lá a cada passo do caminho, todos os dias durante meses e meses. É realmente difícil capturar o verdadeiro sentimento de excitação e paixão e calor e sangue, suor e lágrimas. Estou satisfeito com a forma como foi lançado ... [Quando] olho para o DVD, quase me traz uma lágrima nos olhos porque todo mundo parece tão apaixonado.

O filme foi lançado em 15 de setembro de 2017 em DVD, Blu-ray e formatos digitais, contendo conteúdo bônus como o Tears of a Clown show no Forum 's Forum Theater de Melbourne em 2016, bem como um duplo de 22 músicas em CD. A imagem da capa foi tirada pelo fotógrafo de moda Joshua Brandão. O British Board of Film Classification (BBFC) listou o tempo total de execução do álbum em mais de 138 minutos, com quase duas horas para o filme principal da turnê e o restante para Tears of a Clown e uma performance bônus de "Like a Prayer" (1989) durante um dos shows. O lançamento do Rebel Heart Tour foi distribuído pela Eagle Rock Entertainment. Foi disponibilizado para pré-venda em 16 de agosto de 2017, aniversário de Madonna, em todas as lojas físicas e baseadas em arquivos digitais. Junto com a pré-encomenda, uma versão ao vivo de "Material Girl" foi comprada nas lojas digitais. A edição japonesa do DVD / Blu-ray incluiu uma performance de "Take a Bow" (1994) como uma faixa bônus.

## Análise da crítica

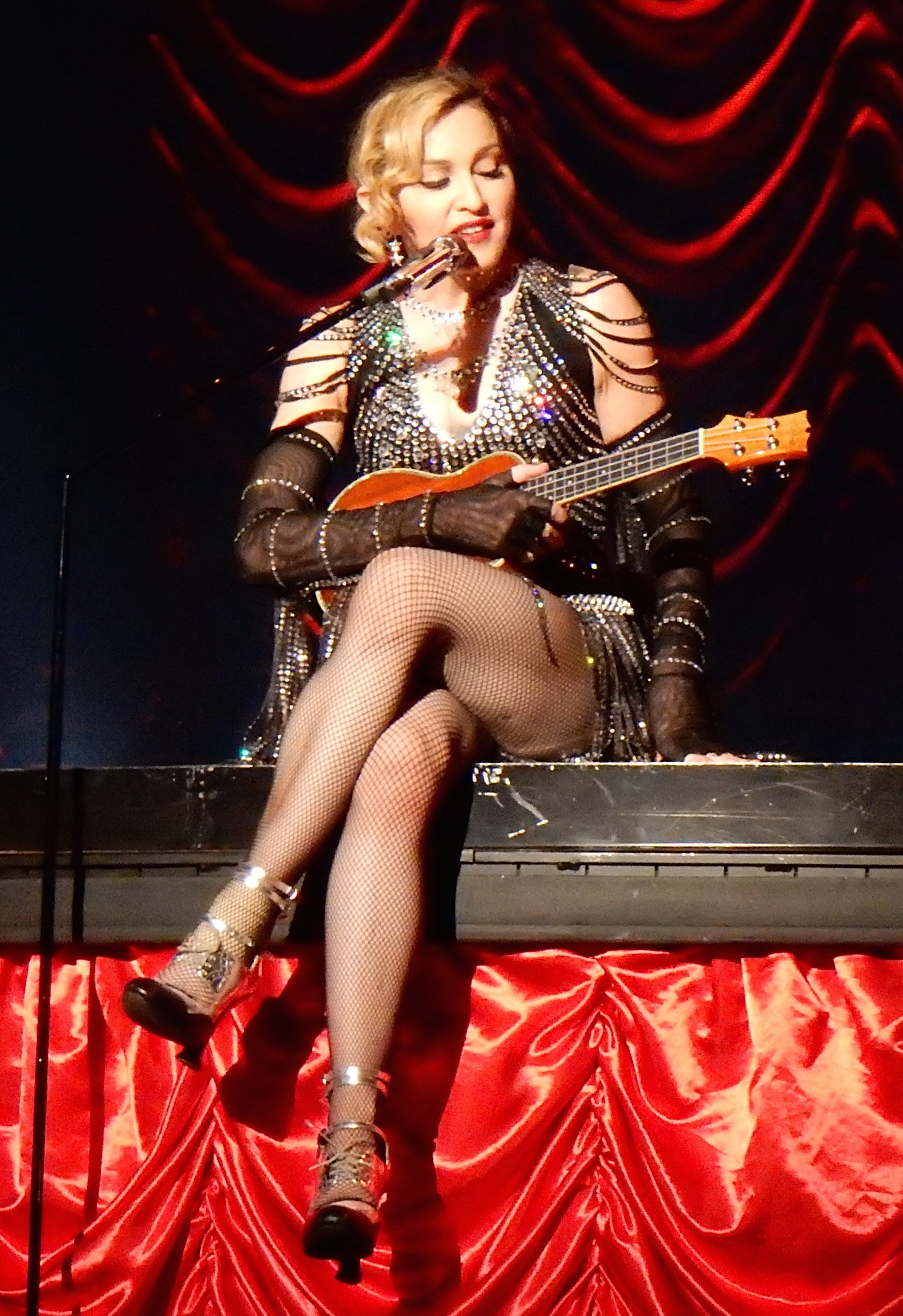
Madonna performando "La Vie en rose" que recebeu criticas positivas dos análisadores de música.

Markos Papadatos, do Digital Journal, classificou o álbum como A, descrevendo o lançamento como "uma obrigação para qualquer fã obstinado de Madonna". Jeffrey Kaufman, do Blu-ray.com, classificou quatro estrelas em cinco para o lançamento, dizendo que Madonna sabe "como fornecer visuais incríveis para um lançamento de concerto em Blu-ray para acompanhar uma variedade interessante, embora aleatória, de músicas dela até agora bastante longa carreira. "Ele elogiou ainda mais a produção, o vídeo e a qualidade de áudio do álbum, recomendando-o por ser "constantemente exagerado e muitas vezes de tirar o fôlego". Ele elogiou ainda mais a produção, o vídeo e a qualidade do áudio do álbum, recomendando-o por ser "constantemente exagerado e, geralmente, de tirar o fôlego". Ao escrever para Decider, Benjamin H. Smith opinou que "o filme de concerto de 2017, Madonna: Rebel Heart Tour, não perdeu nenhum passo agora que é mais uma grande dama [...] do que lhe falta como vocalista, ela sempre compensou sua capacidade de criar sua personalidade, como David Bowie, alterando para acompanhar as últimas tendências, mas sempre mantendo sua identidade singular", mas apontou que "foi o livro de canções dos anos 80 que obteve a maior resposta".
Daryl Deino, do Inquisitr, deu uma crítica positiva para o álbum ao vivo do lançamento, mas criticou suas versões em DVD e Blu-ray por má edição. Ele nomeou o melhor álbum ao vivo de Rebel Heart Tour Madonna até hoje e o considerou superior ao DVD e Blu-ray. Ele também elogiou os vocais não processados ao vivo de Madonna no álbum, elogiando em particular o cover de "La Vie en rose"," chamando de "a melhor performance vocal de sua carreira até agora [...] esta é uma música que ninguém poderia imaginar [Madonna] cobrindo no início de sua carreira. Agora, parece natural". Embora a voz da cantora tenha soado "tensa" para Deino durante as sequências de dança, isso não era perceptível nas versões em vídeo, já que" a dança de Madonna é o elemento chave nessas performances ". Ele terminou sua crítica dizendo que o "o álbum inteiro faz você querer ir a um show da Madonna, e é exatamente isso que um álbum ao vivo deve fazer".
Simon Button, da Attitude, elogiou o lançamento, descrevendo-o como "uma obra de gênio teatral", elogiando os dançarinos, a camaradagem de Madonna no palco e o "elemento de fumaça e espelhos" no produto. No entanto, ele criticou a inclusão do cocnerto Tears of a Clown, considerando que "é um acidente de carro tanto quanto as duas horas da Rebel Heart Tour são um triunfo". Ao escrever para o DVD Movie Guide, Colin Jacobson sentiu que "como concerto, o Rebel Heart Tour de Madonna se enquadra na categoria 'boa, mas não ótima'. Como vídeo, ela se decepciona porque não consegue efetivamente recuperar a experiência ao vivo". Roger Wink, do portal de música Vintage Vinyl News, criticou o lançamento do CD; "grande parte do fascínio de um show da Madonna é o aspecto visual que não aparece no CD, então o DVD / Blu-Ray é provavelmente uma experiência muito melhor, mas isso não desculpa os pontos baixos, e há muitos eles, na experiência auditiva".

## Recepção comercial
No Reino Unido, a Rebel Heart Tour vendeu 1,993 cópias em sua primeira semana de lançamento e estreou no número 42 na UK Albums Chart. Nos Estados Unidos, a Rebel Heart Tour falhou nas tabelas da Billboard 200, mas alcançou os números 20 e 45 nas tabelas de álbuns digitais e vendas de álbuns principais por uma semana cada, respectivamente. O álbum também alcançou o número dois na tabela Top Music Videos, sendo mantidos a partir da primeira posição por  Precious Memories: Live at the Ryman de Alan Jackson. Rebel Heart Tour alcançou o número um no México e ficou em 69 na tabela de final de ano. Na França, o álbum ao vivo alcançou o número 20 na tabela, vendendo 1,921 cópias, enquanto as versões em vídeo superaram os DVDs, vendendo 5,044 unidades. O Syndicat National de l'Édition Phonographique (SNEP) o certificou com platina por vender mais de 15,000 unidades no país. Em todo o resto da Europa, o álbum alcançou o top 10 das tabelas da Bélgica (Flandres e Valônia), Alemanha, Hungria, Itália, Portugal e Espanha. No 32º Japan Gold Disc Award, Rebel Heart Tour ganhou na categoria de melhor videoclipe para artistas ocidentais.

## Lista de faixas
| Rebel Heart Tour – Versão em CD duplo (Disco 1) |                          | |         |  |
| N.º                                             | Título                   | Compositor(es) | Duração |  |
| 1.                                              | "Rebel Heart Tour Intro" | | 3:57    |  |
| 2.                                              | "Iconic"                 | Madonna Toby Gad Maureen McDonald Larry Griffin Jr. Chancelor Bennett Dacoury Natche Michael Tucker                    | 4:39    |  |
| 3.                                              | "Bitch I'm Madonna"      | Madonna Thomas Pentz Ariel Rechtshaid McDonald Gad Onika Maraj Samuel Long                                             | 3:39    |  |
| 4.                                              | "Burning Up"             | Madonna | 4:28    |  |
| 5.                                              | "Holy Water" / "Vogue"   | Madonna Martin Kierszenbaum Natalia Keery-Fisher Mike Dean Kanye West Ernest Brown / Madonna Shep Pettibone            | 6:05    |  |
| 6.                                              | "Devil Pray"             | Madonna Tim Bergling Arash Pournouri Carl Falk Rami Yacoub Savan Kotecha Dacoury Natche Michael Tucker                 | 4:17    |  |
| 7.                                              | "Body Shop"              | Madonna Gad McDonald Griffin Jr. Natche Tucker                                                                         | 4:07    |  |
| 8.                                              | "True Blue"              | Madonna Stephen Bray                                                                                                   | 3:00    |  |
| 9.                                              | "Deeper and Deeper"      | Madonna Pettibone Anthony Shimkin                                                                                      | 4:52    |  |
| 10.                                             | "HeartBreakCity"         | Madonna Bergling Pournouri Tobias Jimson Michel Flygare Paloma Stoecker Salem Al Fakir Magnus Lidehall Vincent Pontare | 4:38    |  |
| 11.                                             | "Like a Virgin"          | | 4:52    |  |
| Duração total:                                  | Duração total:           | Duração total: | 48:34   |  |

| Rebel Heart Tour – Versão em CD duplo (Disco 2) |                                    |                                                         |         |  |
| N.º                                             | Título                             | Compositor(es)                                          | Duração |  |
| 1.                                              | "Living for Love"                  | Madonna Pentz McDonald Gad Rechtshaid                   | 5:11    |  |
| 2.                                              | "La Isla Bonita"                   | Madonna Patrick Leonard Bruce Gaitsch                   | 5:03    |  |
| 3.                                              | "Dress You Up" / "Into the Groove" | Andrea LaRusso Peggy Stanziale / Madonna Bray           | 5:35    |  |
| 4.                                              | "Rebel Heart"                      | Madonna Bergling Pournouri Fakir Lidehall Pontare       | 3:47    |  |
| 5.                                              | "Music"                            | Madonna Mirwais Ahmadzaï                                | 3:36    |  |
| 6.                                              | "Candy Shop"                       | Madonna Pharrell Williams                               | 2:54    |  |
| 7.                                              | "Material Girl"                    | Peter Brown Robert Rans                                 | 4:02    |  |
| 8.                                              | "La Vie en rose"                   | Édith Piaf Louiguy                                      | 3:17    |  |
| 9.                                              | "Unapologetic Bitch"               | Madonna Pentz Shelco Garcia Bryan Orellana McDonald Gad | 7:06    |  |
| 10.                                             | "Holiday"                          | Curtis Hudson Lisa Stevens                              | 5:44    |  |
| 11.                                             | "Like a Prayer" (Faixa bônus)      | Madonna Leonard                                         | 4:12    |  |
| Duração total:                                  | Duração total:                     | Duração total:                                          | 50:27   |  |

| Rebel Heart Tour – Versão do DVD em download / Blu-ray / Digital |                                    |         |  |
| N.º                                                              | Título                             | Duração |  |
| 1.                                                               | "Rebel Heart Tour Intro"           |         |  |
| 2.                                                               | "Iconic"                           |         |  |
| 3.                                                               | "Bitch I'm Madonna"                |         |  |
| 4.                                                               | "Burning Up"                       |         |  |
| 5.                                                               | "Holy Water" / "Vogue"             |         |  |
| 6.                                                               | "Devil Pray"                       |         |  |
| 7.                                                               | "Messiah" (Interlúdio de vídeo)    |         |  |
| 8.                                                               | "Body Shop"                        |         |  |
| 9.                                                               | "True Blue"                        |         |  |
| 10.                                                              | "Deeper and Deeper"                |         |  |
| 11.                                                              | "HeartBreakCity"                   |         |  |
| 12.                                                              | "Like a Virgin"                    |         |  |
| 13.                                                              | "S.E.X."                           |         |  |
| 14.                                                              | "Living for Love"                  |         |  |
| 15.                                                              | "La Isla Bonita"                   |         |  |
| 16.                                                              | "Dress You Up" / "Into the Groove" |         |  |
| 17.                                                              | "Rebel Heart"                      |         |  |
| 18.                                                              | "Illuminati"                       |         |  |
| 19.                                                              | "Music"                            |         |  |
| 20.                                                              | "Candy Shop"                       |         |  |
| 21.                                                              | "Material Girl"                    |         |  |
| 22.                                                              | "La Vie en Rose"                   |         |  |
| 23.                                                              | "Unapologetic Bitch"               |         |  |
| 24.                                                              | "Holiday"                          |         |  |
| 25.                                                              | "Um trecho de Tears of a Clown"    |         |  |

| Rebel Heart Tour – DVD / Blu-ray (faixa bônus) |                 |                 |         |  |
| N.º                                            | Título          | Compositor(es)  | Duração |  |
| 26.                                            | "Like a Prayer" | Madonna Leonard |         |  |

| Rebel Heart Tour – DVD / Blu-ray (Faixa bônus japonesa) |              |                         |         |  |
| N.º                                                     | Título       | Compositor(es)          | Duração |  |
| 27.                                                     | "Take a Bow" | Madonna Kenneth Edmonds |         |  |

Notas Adicionais
- "S.E.X." contém elementos de "Justify My Love" escritor por Lenny Kravitz, Ingrid Chavez e Madonna, e cantado por Madonna.
- A versão em DVD / Blu-ray também inclui a performance a capela de "Diamonds Are a Girl's Best Friend", escrita por Jule Styne e Leo Robin, realizada entre "La Vie en rose" e "Unapologetic Bitch".
- "Holiday" contém elementos de "Take Me to the Mardi Gras" escritor por Paul Simon e cantado por Bob James.

## Desempenho nas tabelas musicais

#### CD
| Tabela musical (2017)               | Melhor posição |
| ----------------------------------- | -------------- |
| Argentina (CAPIF)                   | 6              |
| Austrália (ARIA Charts)             | 20             |
| Alemanha (GfK Entertainment Charts) | 8              |
| Bélgica (Ultratop 50 de Flandres)   | 8              |
| Bélgica (Ultratop 40 da Valônia)    | 9              |
| Escócia (OCC)                       | 30             |
| Espanha (PROMUSICAE)                | 4              |
| Estados Unidos (Digital Albums)     | 20             |
| Estados Unidos (Top Album Sales)    | 45             |
| França (SNEP)                       | 20             |
| Grécia (IFPI Grécia)                | 12             |
| Hungria (MAHASZ)                    | 7              |
| Itália (FIMI)                       | 4              |
| México (AMPROFON)                   | 1              |
| Países Baixos (MegaCharts)          | 14             |
| Polônia (ZPAV)                      | 12             |
| Portugal (AFP)                      | 3              |
| Reino Unido (UK Albums Chart)       | 42             |
| Suíça (Schweizer Hitparade)         | 30             |

| Tabela musical (2017)                      | Melhor posição |
| ------------------------------------------ | -------------- |
| Austrália (ARIA DVD Chart)                 | 1              |
| Áustria (Musik-DVD Top 10)                 | 1              |
| Bélgica (Ultratop Muziek-DVD de Flandres)  | 1              |
| Bélgica (Ultratop DVD Musicaux de Valônia) | 1              |
| Espanha (Top 20 DVD Musical)               | 1              |
| Estados Unidos (Top Music Videos)          | 2              |
| França (SNEP DVD Musicaux)                 | 1              |
| Irlanda (Irish Music DVD)                  | 1              |
| Japão (Oricon Blu-ray)                     | 5              |
| Japão (Oricon DVD)                         | 8              |
| Países Baixos (DVD Music Top 30)           | 1              |
| Reino Unido (UK Music Videos)              | 1              |
| Suécia (Veckolista DVD Album)              | 1              |
| Suíça (Musik-DVD Top 10)                   | 1              |

### Tabelas anuais
| Tabela musical (2017)                      | Posição |
| ------------------------------------------ | ------- |
| Austrália (ARIA DVD Chart)                 | 16      |
| Bélgica (Ultratop Muziek-DVD de Flandres)  | 8       |
| Bélgica (Ultratop DVD Musicaux de Valônia) | 4       |
| México (AMPROFON)                          | 69      |
| Países Baixos (DVD Music Top 30)           | 4       |
| Suécia (Veckolista DVD Album)              | 11      |

| Tabela musical (2018)                      | Posição |
| ------------------------------------------ | ------- |
| Bélgica (Ultratop Muziek-DVD de Flandres)  | 30      |
| Bélgica (Ultratop DVD Musicaux de Valônia) | 23      |
| Países Baixos (DVD Music Top 30)           | 31      |

## Vendas e certificações
| Região                                  | Certificação | Vendas  |
| --------------------------------------- | ------------ | ------- |
| França (SNEP)                           | Platina      | 15,000* |
| *vendas baseadas apenas na certificação |              |         |

## Histórico de lançamento
| Região         | Data                   | Formato                                         | Distribuidor              |
| -------------- | ---------------------- | ----------------------------------------------- | ------------------------- |
| Alemanha       | 15 de setembro de 2017 | 2- CD DVD DVD+CD Blu-ray +CD download digital   | Eagle Rock                |
| Austrália      | 15 de setembro de 2017 | DVD Blu-ray DVD+CD Blu-ray +CD download digital | Universal Music Australia |
| Estados Unidos | 15 de setembro de 2017 | 2-CD DVD+CD Blu-ray +CD download digital        | Eagle Rock                |
| Japão          | 15 de setembro de 2017 | 2-CD DVD Blu-ray download digital               | Universal Music Japan     |
| Reino Unido    | 15 de setembro de 2017 | Download digital                                | Eagle Rock                |